# Veaceslav Posmac
Veaceslav Posmac (Chișinău, 7 novembre 1990) è un calciatore moldavo, difensore del Petrocub Hîncești e della nazionale moldava.

## Statistiche

### Cronologia presenze e reti in nazionale
Aggiornato al 13 giugno 2023

| Cronologia completa delle presenze e delle reti in nazionale ― Moldavia | Cronologia completa delle presenze e delle reti in nazionale ― Moldavia | Cronologia completa delle presenze e delle reti in nazionale ― Moldavia | Cronologia completa delle presenze e delle reti in nazionale ― Moldavia | Cronologia completa delle presenze e delle reti in nazionale ― Moldavia | Cronologia completa delle presenze e delle reti in nazionale ― Moldavia | Cronologia completa delle presenze e delle reti in nazionale ― Moldavia | Cronologia completa delle presenze e delle reti in nazionale ― Moldavia |
| Data                                                                    | Città                                                                   | In casa                                                                 | Risultato                                                               | Ospiti                                                                  | Competizione                                                            | Reti                                                                    | Note                                                                    |
| ----------------------------------------------------------------------- | ----------------------------------------------------------------------- | ----------------------------------------------------------------------- | ----------------------------------------------------------------------- | ----------------------------------------------------------------------- | ----------------------------------------------------------------------- | ----------------------------------------------------------------------- | ----------------------------------------------------------------------- |
| 14-6-2013                                                               | Tiraspol                                                                | Moldavia                                                                | 2 – 1                                                                   | Kirghizistan                                                            | Amichevole                                                              | -                                                                       |                                                                         |
| 15-1-2014                                                               | Abu Dhabi                                                               | Moldavia                                                                | 1 – 2                                                                   | Norvegia                                                                | Amichevole                                                              | 1                                                                       |                                                                         |
| 17-1-2014                                                               | Abu Dhabi                                                               | Moldavia                                                                | 1 – 2                                                                   | Svezia                                                                  | Amichevole                                                              | -                                                                       | 53’                                                                     |
| 20-1-2014                                                               | Abu Dhabi                                                               | Moldavia                                                                | 0 – 1                                                                   | Polonia                                                                 | Amichevole                                                              | -                                                                       | 75’                                                                     |
| 5-3-2014                                                                | Andorra La Vella                                                        | Andorra                                                                 | 0 – 3                                                                   | Moldavia                                                                | Amichevole                                                              | -                                                                       | 59’ 80’                                                                 |
| 24-5-2014                                                               | Riad                                                                    | Arabia Saudita                                                          | 0 – 4                                                                   | Moldavia                                                                | Amichevole                                                              | -                                                                       | 75’                                                                     |
| 27-5-2014                                                               | Ritzing                                                                 | Moldavia                                                                | 1 – 1                                                                   | Canada                                                                  | Amichevole                                                              | -                                                                       |                                                                         |
| 7-6-2014                                                                | Yaoundé                                                                 | Camerun                                                                 | 1 – 0                                                                   | Moldavia                                                                | Amichevole                                                              | -                                                                       |                                                                         |
| 3-9-2014                                                                | Kiev                                                                    | Ucraina                                                                 | 1 – 0                                                                   | Moldavia                                                                | Amichevole                                                              | -                                                                       |                                                                         |
| 8-9-2014                                                                | Podgorica                                                               | Montenegro                                                              | 2 – 0                                                                   | Moldavia                                                                | Qual. Euro 2016                                                         | -                                                                       | 68’                                                                     |
| 14-2-2015                                                               | Adalia                                                                  | Romania                                                                 | 2 – 1                                                                   | Moldavia                                                                | Amichevole                                                              | -                                                                       |                                                                         |
| 18-2-2015                                                               | Adalia                                                                  | Kazakistan                                                              | 1 – 1                                                                   | Moldavia                                                                | Amichevole                                                              | -                                                                       |                                                                         |
| 9-10-2016                                                               | Chișinău                                                                | Moldavia                                                                | 1 – 3                                                                   | Irlanda                                                                 | Qual. Mondiali 2018                                                     | -                                                                       |                                                                         |
| 12-11-2016                                                              | Tbilisi                                                                 | Georgia                                                                 | 1 – 1                                                                   | Moldavia                                                                | Qual. Mondiali 2018                                                     | -                                                                       |                                                                         |
| 19-3-2017                                                               | Serravalle                                                              | San Marino                                                              | 0 – 2                                                                   | Moldavia                                                                | Amichevole                                                              | 1                                                                       |                                                                         |
| 24-3-2017                                                               | Vienna                                                                  | Austria                                                                 | 2 – 0                                                                   | Moldavia                                                                | Qual. Mondiali 2018                                                     | -                                                                       |                                                                         |
| 27-3-2017                                                               | Eskişehir                                                               | Turchia                                                                 | 3 – 1                                                                   | Moldavia                                                                | Amichevole                                                              | -                                                                       | 45’                                                                     |
| 6-6-2017                                                                | Netanya                                                                 | Israele                                                                 | 1 – 1                                                                   | Moldavia                                                                | Amichevole                                                              | -                                                                       |                                                                         |
| 11-6-2017                                                               | Chișinău                                                                | Moldavia                                                                | 2 – 2                                                                   | Georgia                                                                 | Qual. Mondiali 2018                                                     | -                                                                       |                                                                         |
| 2-9-2017                                                                | Belgrado                                                                | Serbia                                                                  | 3 – 0                                                                   | Moldavia                                                                | Qual. Mondiali 2018                                                     | -                                                                       |                                                                         |
| 5-9-2017                                                                | Chișinău                                                                | Moldavia                                                                | 0 – 2                                                                   | Galles                                                                  | Qual. Mondiali 2018                                                     | -                                                                       |                                                                         |
| 27-1-2018                                                               | Adalia                                                                  | Moldavia                                                                | 0 – 1                                                                   | Corea del Sud                                                           | Amichevole                                                              | -                                                                       | Cap.                                                                    |
| 30-1-2018                                                               | Adalia                                                                  | Azerbaigian                                                             | 0 – 0                                                                   | Moldavia                                                                | Amichevole                                                              | -                                                                       | 50’                                                                     |
| 27-3-2018                                                               | Beauvais                                                                | Costa d'Avorio                                                          | 2 – 1                                                                   | Moldavia                                                                | Amichevole                                                              | -                                                                       |                                                                         |
| 4-6-2018                                                                | Kematen in Tirol                                                        | Armenia                                                                 | 0 – 0                                                                   | Moldavia                                                                | Amichevole                                                              | -                                                                       |                                                                         |
| 8-9-2018                                                                | Lussemburgo                                                             | Lussemburgo                                                             | 4 – 0                                                                   | Moldavia                                                                | UEFA Nations League 2018-2019 - 1º turno                                | -                                                                       |                                                                         |
| 11-9-2018                                                               | Chișinău                                                                | Moldavia                                                                | 0 – 0                                                                   | Bielorussia                                                             | UEFA Nations League 2018-2019 - 1º turno                                | -                                                                       |                                                                         |
| 12-10-2018                                                              | Chișinău                                                                | Moldavia                                                                | 2 – 0                                                                   | San Marino                                                              | UEFA Nations League 2018-2019 - 1º turno                                | -                                                                       |                                                                         |
| 15-10-2018                                                              | Minsk                                                                   | Bielorussia                                                             | 0 – 0                                                                   | Moldavia                                                                | UEFA Nations League 2018-2019 - 1º turno                                | -                                                                       | 90’                                                                     |
| 15-11-2018                                                              | Serravalle                                                              | San Marino                                                              | 0 – 1                                                                   | Moldavia                                                                | UEFA Nations League 2018-2019 - 1º turno                                | -                                                                       |                                                                         |
| 18-11-2018                                                              | Chișinău                                                                | Moldavia                                                                | 1 – 1                                                                   | Lussemburgo                                                             | UEFA Nations League 2018-2019 - 1º turno                                | -                                                                       |                                                                         |
| 21-2-2019                                                               | Adalia                                                                  | Kazakistan                                                              | 1 – 0                                                                   | Moldavia                                                                | Amichevole                                                              | -                                                                       | Cap.                                                                    |
| 22-3-2019                                                               | Chișinău                                                                | Moldavia                                                                | 1 – 4                                                                   | Francia                                                                 | Qual. Euro 2020                                                         | -                                                                       |                                                                         |
| 25-3-2019                                                               | Eskişehir                                                               | Turchia                                                                 | 4 – 0                                                                   | Moldavia                                                                | Qual. Euro 2020                                                         | -                                                                       |                                                                         |
| 11-10-2019                                                              | Andorra La Vella                                                        | Andorra                                                                 | 1 – 0                                                                   | Moldavia                                                                | Qual. Euro 2020                                                         | -                                                                       |                                                                         |
| 14-10-2019                                                              | Chișinău                                                                | Moldavia                                                                | 0 – 4                                                                   | Albania                                                                 | Qual. Euro 2020                                                         | -                                                                       |                                                                         |
| 14-11-2019                                                              | Saint-Denis                                                             | Francia                                                                 | 2 – 1                                                                   | Moldavia                                                                | Qual. Euro 2020                                                         | -                                                                       | 77’                                                                     |
| 3-9-2020                                                                | Parma                                                                   | Moldavia                                                                | 1 – 1                                                                   | Kosovo                                                                  | UEFA Nations League 2020-2021 - 1º turno                                | -                                                                       |                                                                         |
| 6-9-2020                                                                | Lubiana                                                                 | Slovenia                                                                | 1 – 0                                                                   | Moldavia                                                                | UEFA Nations League 2020-2021 - 1º turno                                | -                                                                       | 88’                                                                     |
| 7-10-2020                                                               | Firenze                                                                 | Italia                                                                  | 6 – 0                                                                   | Moldavia                                                                | Amichevole                                                              | -                                                                       |                                                                         |
| 11-10-2020                                                              | Atene                                                                   | Grecia                                                                  | 2 – 0                                                                   | Moldavia                                                                | UEFA Nations League 2020-2021 - 1º turno                                | -                                                                       | 45’                                                                     |
| 15-11-2020                                                              | Chișinău                                                                | Moldavia                                                                | 0 – 2                                                                   | Grecia                                                                  | UEFA Nations League 2020-2021 - 1º turno                                | -                                                                       | 90’                                                                     |
| 25-3-2021                                                               | Chișinău                                                                | Moldavia                                                                | 1 – 1                                                                   | Fær Øer                                                                 | Qual. Mondiali 2022                                                     | -                                                                       |                                                                         |
| 3-6-2021                                                                | Paderborn                                                               | Turchia                                                                 | 2 – 0                                                                   | Moldavia                                                                | Amichevole                                                              | -                                                                       | Cap.                                                                    |
| 6-6-2021                                                                | Chișinău                                                                | Moldavia                                                                | 1 – 0                                                                   | Azerbaigian                                                             | Amichevole                                                              | -                                                                       |                                                                         |
| 1-9-2021                                                                | Chișinău                                                                | Moldavia                                                                | 0 – 2                                                                   | Austria                                                                 | Qual. Mondiali 2022                                                     | -                                                                       |                                                                         |
| 7-9-2021                                                                | Tórshavn                                                                | Fær Øer                                                                 | 2 – 1                                                                   | Moldavia                                                                | Qual. Mondiali 2022                                                     | -                                                                       | 90’                                                                     |
| 9-10-2021                                                               | Chișinău                                                                | Moldavia                                                                | 0 – 4                                                                   | Danimarca                                                               | Qual. Mondiali 2022                                                     | -                                                                       |                                                                         |
| 12-10-2021                                                              | Beer Sheva                                                              | Israele                                                                 | 2 – 1                                                                   | Moldavia                                                                | Qual. Mondiali 2022                                                     | -                                                                       |                                                                         |
| 12-11-2021                                                              | Chișinău                                                                | Moldavia                                                                | 0 – 2                                                                   | Scozia                                                                  | Qual. Mondiali 2022                                                     | -                                                                       |                                                                         |
| 15-11-2021                                                              | Klagenfurt am Wörthersee                                                | Austria                                                                 | 4 – 1                                                                   | Moldavia                                                                | Qual. Mondiali 2022                                                     | -                                                                       | 55’                                                                     |
| 24-3-2022                                                               | Chișinău                                                                | Moldavia                                                                | 1 – 2                                                                   | Kazakistan                                                              | UEFA Nations League 2020-2021 - Play-out                                | -                                                                       |                                                                         |
| 29-3-2022                                                               | Astana                                                                  | Kazakistan                                                              | 0 – 1 dts (5 - 4 dtr)                                                   | Moldavia                                                                | UEFA Nations League 2020-2021 - Play-out                                | -                                                                       |                                                                         |
| 3-6-2022                                                                | Vaduz                                                                   | Liechtenstein                                                           | 0 – 2                                                                   | Moldavia                                                                | UEFA Nations League 2022-2023 - 1º turno                                | -                                                                       | 57’                                                                     |
| 6-6-2022                                                                | Andorra La Vella                                                        | Andorra                                                                 | 0 – 0                                                                   | Moldavia                                                                | UEFA Nations League 2022-2023 - 1º turno                                | -                                                                       | Cap.                                                                    |
| 10-6-2022                                                               | Chișinău                                                                | Moldavia                                                                | 2 – 4                                                                   | Lettonia                                                                | UEFA Nations League 2022-2023 - 1º turno                                | -                                                                       | 65’                                                                     |
| 14-6-2022                                                               | Chișinău                                                                | Moldavia                                                                | 2 – 1                                                                   | Andorra                                                                 | UEFA Nations League 2022-2023 - 1º turno                                | -                                                                       | 61’                                                                     |
| 22-9-2022                                                               | Riga                                                                    | Lettonia                                                                | 1 – 2                                                                   | Moldavia                                                                | UEFA Nations League 2022-2023 - 1º turno                                | -                                                                       | 60’                                                                     |
| 25-9-2022                                                               | Chișinău                                                                | Moldavia                                                                | 2 – 0                                                                   | Liechtenstein                                                           | UEFA Nations League 2022-2023 - 1º turno                                | -                                                                       | 81’                                                                     |
| 24-3-2023                                                               | Chișinău                                                                | Moldavia                                                                | 1 – 1                                                                   | Fær Øer                                                                 | Qual. Euro 2024                                                         | -                                                                       |                                                                         |
| 27-3-2023                                                               | Chișinău                                                                | Moldavia                                                                | 0 – 0                                                                   | Rep. Ceca                                                               | Qual. Euro 2024                                                         | -                                                                       |                                                                         |
| 17-6-2023                                                               | Tirana                                                                  | Albania                                                                 | 2 – 0                                                                   | Moldavia                                                                | Qual. Euro 2024                                                         | -                                                                       |                                                                         |
| 20-6-2023                                                               | Chișinău                                                                | Moldavia                                                                | 3 – 2                                                                   | Polonia                                                                 | Qual. Euro 2024                                                         | -                                                                       | Cap.                                                                    |
| 7-9-2023                                                                | Linz                                                                    | Austria                                                                 | 1 – 1                                                                   | Moldavia                                                                | Amichevole                                                              | -                                                                       | 78’                                                                     |
| 10-9-2023                                                               | Tórshavn                                                                | Fær Øer                                                                 | 0 – 1                                                                   | Moldavia                                                                | Qual. Euro 2024                                                         | -                                                                       |                                                                         |
| 12-10-2023                                                              | Solna                                                                   | Svezia                                                                  | 3 – 1                                                                   | Moldavia                                                                | Amichevole                                                              | -                                                                       | 84’                                                                     |
| 17-11-2023                                                              | Chișinău                                                                | Moldavia                                                                | 1 – 1                                                                   | Albania                                                                 | Qual. Euro 2024                                                         | -                                                                       |                                                                         |
| 20-11-2023                                                              | Olomouc                                                                 | Rep. Ceca                                                               | 3 – 0                                                                   | Moldavia                                                                | Qual. Euro 2024                                                         | -                                                                       | 45’                                                                     |
| 22-3-2024                                                               | Boztepe                                                                 | Macedonia del Nord                                                      | 1 – 1                                                                   | Moldavia                                                                | Amichevole                                                              | -                                                                       |                                                                         |
| 26-3-2024                                                               | Boztepe                                                                 | Isole Cayman                                                            | 0 – 4                                                                   | Moldavia                                                                | Amichevole                                                              | -                                                                       |                                                                         |
| 8-6-2024                                                                | Chisinau                                                                | Moldavia                                                                | 3 – 2                                                                   | Cipro                                                                   | Amichevole                                                              | -                                                                       |                                                                         |
| 11-6-2024                                                               | Chișinău                                                                | Moldavia                                                                | 0 – 4                                                                   | Ucraina                                                                 | Amichevole                                                              | -                                                                       | 61’                                                                     |
| 22-3-2025                                                               | Chișinău                                                                | Moldavia                                                                | 0 – 5                                                                   | Norvegia                                                                | Qual. Mondiali 2026                                                     | -                                                                       | 81’                                                                     |
| 6-6-2025                                                                | Varsavia                                                                | Polonia                                                                 | 2 – 0                                                                   | Moldavia                                                                | Amichevole                                                              | -                                                                       |                                                                         |
| Totale                                                                  |                                                                         | Presenze (5º posto)                                                     | 74                                                                      |                                                                         | Reti                                                                    | 2                                                                       |                                                                         |

## Palmarès

### Club

#### Competizioni nazionali
- Campionato moldavo: 4

Sheriff Tiraspol: 2017, 2018, 2019, 2020-2021
- Coppa di Moldavia: 1

Sheriff Tiraspol: 2018-2019